# كيث برادلي
كيث برادلي (بالإنجليزية: Keith Bradley)‏ (31 يناير 1946 - ) هو لاعب كرة قدم بريطاني في مركز الوسط. لعب مع نادي إيفرتون.

## وصلات خارجية
- كيث برادلي على موقع قاعدة بيانات كرة القدم.إي يو (الإنجليزية)
- كيث برادلي على موقع Soccerbase.com (لاعب) (الإنجليزية)